# Alle alle
Alle alle là một loài chim trong họ Alcidae.
Loài này sinh sống trên các hòn đảo ở Bắc cực cao. Có hai phân loài: A. a. alle ở Greenland, Iceland, Novaya Zemlya và Spitzbergen, và A. a. polaris trên Franz Josef Land.
Chúng có kích thước chỉ bằng một nửa kích thước của hải âu cổ rụt Đại Tây Dương. với chiều dài tại 19–21 cm, với sải cánh dài 34–38 cm. Chim trưởng thành có màu đen trên đầu, cổ, lưng và cánh, với phần dưới màu trắng. Mỏ rất ngắn và mập. Đuôi nhỏ tròn màu đen. Dưới mặt mũi cổ thấp trở nên màu trắng trong mùa đông.

## Phân loài
- Alle alle alle (Linnaeus) 1758
- Alle alle polaris Stenhouse 1930

## Hình ảnh

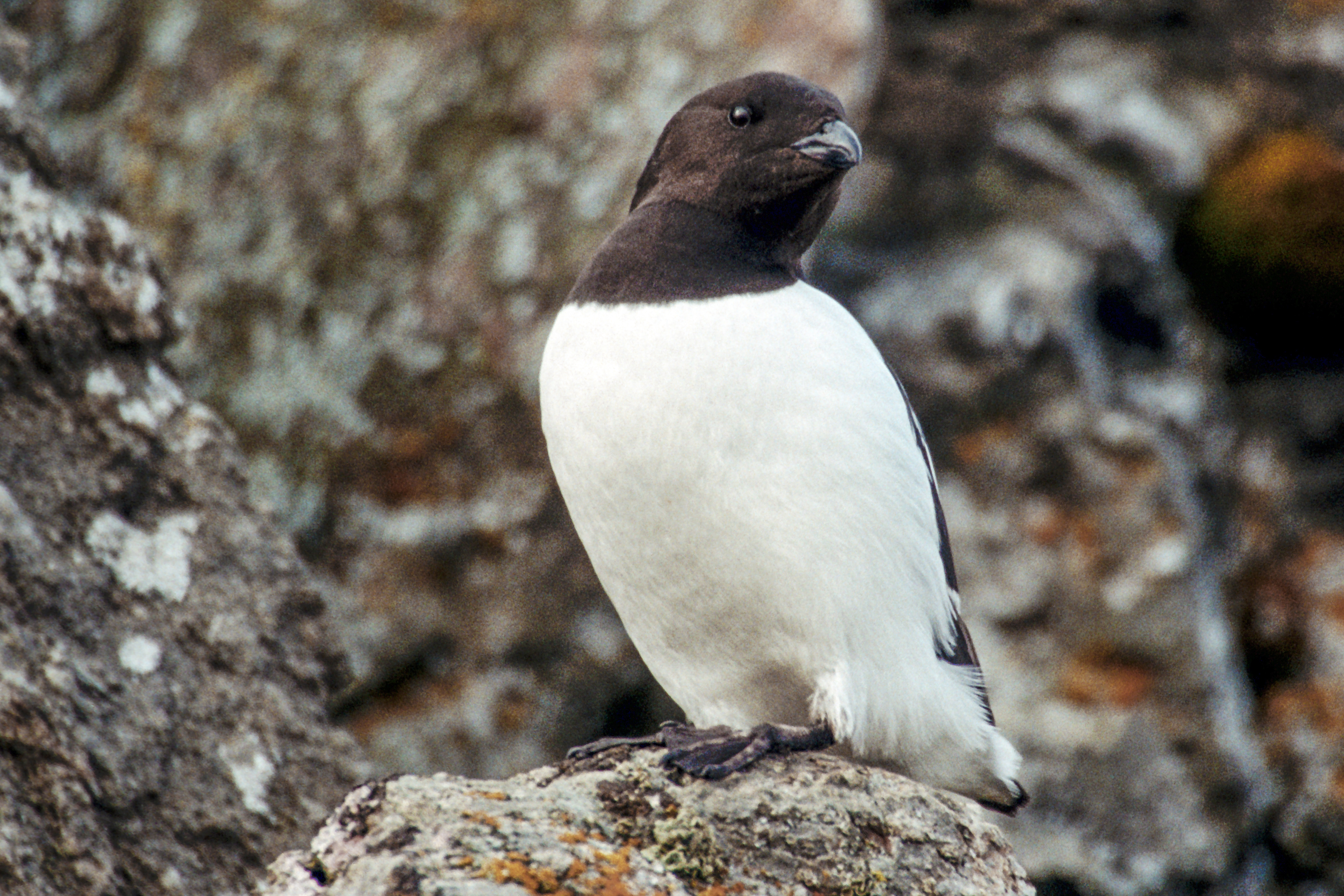
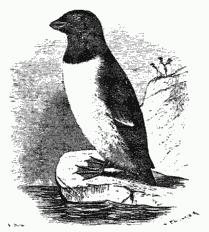
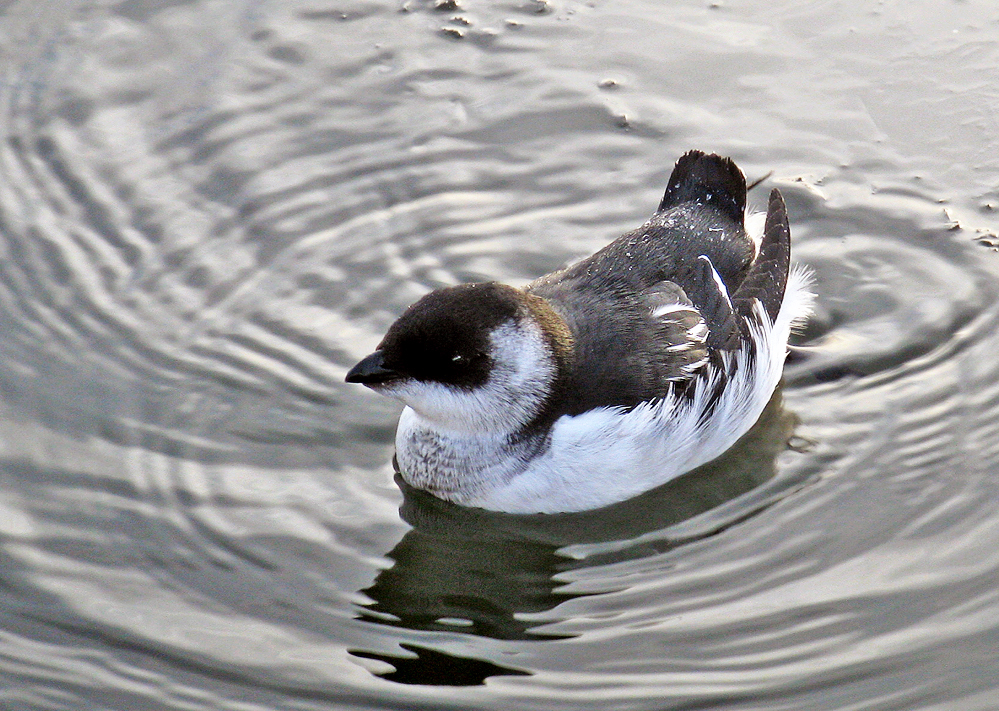
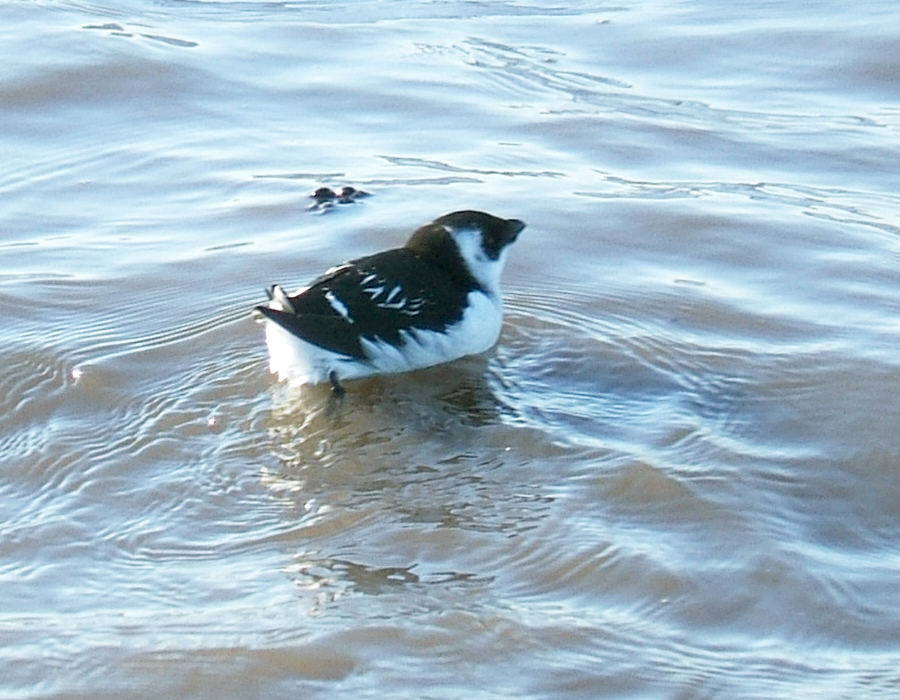
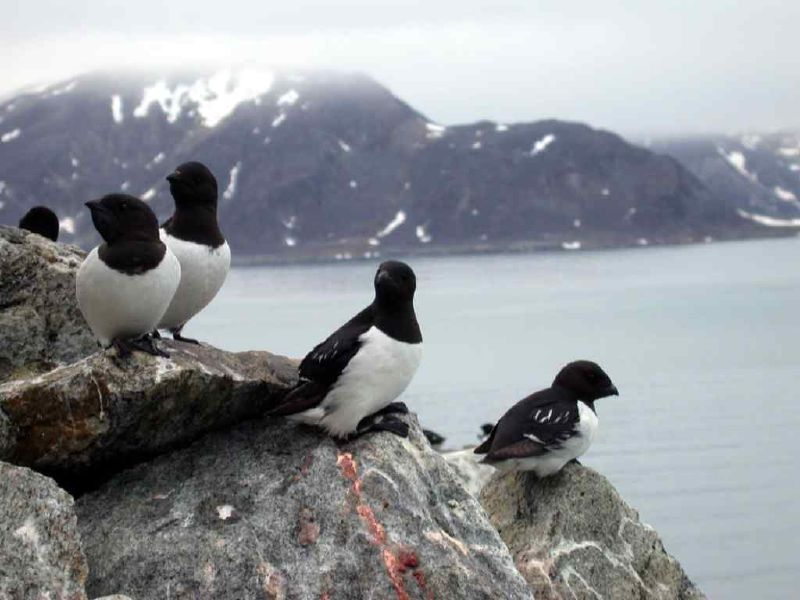
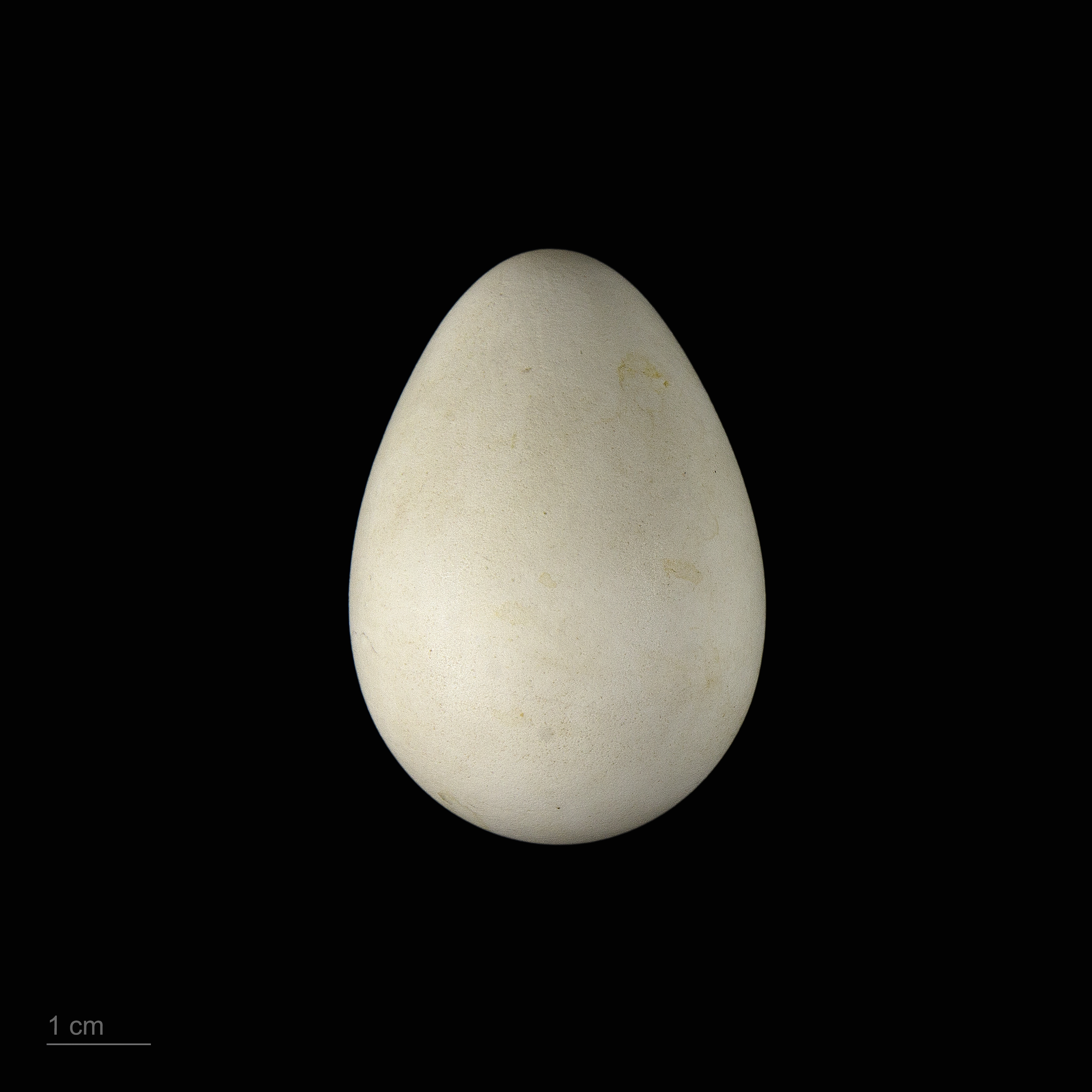
Museum specimen